# 102 (liczba)
102 (sto dwa) – liczba naturalna następująca po 101 i poprzedzająca 103.

## W matematyce
- 102 jest liczbą Harshada[1]
- 102 jest liczbą bezkwadratową[2]
- 102 jest liczbą Ulama[3]
- 102 jest sumą czterech kolejnych liczb pierwszych (19 + 23 + 29 + 31)
- 102 jest palindromem liczbowym, czyli może być czytana w obu kierunkach, w pozycyjnym systemie liczbowym o bazie 16 (66) oraz bazie 33 (33)
- 102 należy do pięciu trójek pitagorejskich (48, 90, 102), (102, 136, 170), (102, 280, 298), (102, 864, 870), (102, 2600, 2602).

## W nauce
- liczba atomowa noblu (No)
- galaktyka NGC 102
- planetoida (102) Miriam
- kometa krótkookresowa 102P/Shoemaker

## W kalendarzu
102. dniem w roku jest 12 kwietnia (w latach przestępnych jest to 11 kwietnia). Zobacz też co wydarzyło się w roku 102 oraz w roku 102 p.n.e.